# Rita Deneve
Rita Deneve (née le 6 décembre 1944 à Liedekerke, morte le 31 janvier 2018 à Malines) est une chanteuse belge néerlandophone.

## Biographie
Rita Deneve commence sa carrière en 1961 et sort ses deux premiers singles sous le nom de scène de Rita Dee. En 1965, elle remporte le concours de talents Ontdek de ster (Découvrez l'étoile) organisé par le radiodiffuseur belge BRT. En juillet 1966, elle fait partie de l'équipe belge du Coupe d'Europe du tour de chant, qui perd face à l'équipe britannique dirigée par Engelbert Humperdinck. En 1969, Deneve atteint la finale du concours de chant Singing Europe '69 à Scheveningen.
Rita Deneve tente trois fois sans succès d'être la représentante de la Belgique au Concours Eurovision de la chanson : en 1967 avec De eerste kus (zéro point), en 1973 avec Vrede voor iedereen (deux points) et Ga met me mee (zéro point) et en 1975 avec Dans dans mama (727 points, 6e place sur 10).
Outre quelques singles en anglais et en français, Deneve réalise la majorité de ses enregistrements en néerlandais de Belgique. Son plus grand succès, De allereerste keer, en 1971 est une adaptation de Giramondo, chanson de l'Italienne Nicola Di Bari, parue en 1967. Elle fait l'objet de nombreuses reprises comme Nicole & Hugo en 2005 ou Laura Lynn en 2007.
Après l'échec de sa carrière de chanteuse à la fin des années 1970, Deneve devient chargée de cours au Hoger Instituut voor Dramatische Kunst à Anvers. Un single de retour infructueux, Vakantie, sort en 1990. En février 1993, Deneve fait partie du jury d’Eurosong, l'émission de la sélection pour la Belgique au Concours Eurovision de la chanson 1993.
Elle tient des rôles d'actrice invitée, comme le film De laatste vriend réalisé par Paul Amand sorti en 1993 et un petit rôle dans la série de la fin des années 1990 Slisse & Cesar (nl) sur VTM.
Le 13 mai 2015, Rita Deneve reçoit un prix pour l'ensemble de sa carrière lors de la onzième édition des Golden Lifetime Awards à Aarschot.

## Discographie
Albums
- 1969 : Rita Deneve (Palette MPB-3288)
- 1971 : Rita Deneve zingt voor jou… (Karussell 2431 119)
- 1973 : Rita Deneve (Decca 790/193.512-X)
- 1973 : Rita Deneve (Palette 2341 013)

Singles
- 1962 : Gee! It's Great To Be Young / Let Me Walk With You (Electrola E 22 212) – sous le nom de Rita Dee
- 1964 : Il viendra... le garçon que j'attends / Ne crois pas qu'avec moi (Will Records 566) – sous le nom de Rita Dee
- 1967 : De eerste kus / Er is toch altijd ergens iemand (Palette PB 25682)
- 1968 : Jouw naam / 'T verlangen naar jou (Palette PB 25740)
- 1968 : Dank zij jou / Geen zin om uit te gaan (Decca 23.678)
- 1968 : Mijlen van mijn hart / Juanita Jones (Palette PB 25.815)
- 1968 : Blijf toch bij mij / 'T leven is geen groom (Palette PB 25883)
- 1969 : Olé oké / Op een zomerdag (Palette PB 27.003)
- 1969 : Dans de hele nacht / Er is iemand (Palette PB 27.037)
- 1970 : Aan 't meer van Lugano / Hoor de fanfare (Palette PB 27.055)
- 1970 : Maar met vlaamse meisjes… / Het geluk met jou (Palette PB 27.077)
- 1971 : Het vuur van de liefde / Amore (Polydor 2021 029)
- 1971 : De allereerste keer / Tranen (Palette PAL 7434)
- 1971 : Ik wil een man / Zonder jou (Palette 2021 019)
- 1972 : Veel bittere tranen / Liefdeslied voor een eenzaam hart (Palette 2021 038)
- 1972 : Oh, la la ('k heb mijn hart verloren) / Ga nooit van me weg (Palette 2021 041)
- 1973 : Allowed to Cry / If You're Going Away (Decca 95-23.973 X)
- 1973 : Ah! Ah! Ah! / Ik ben voor jou geboren (Palette 2021 053)
- 1973 : Zomerdromen / Wie danst vannacht met mij? (Decca 23.970 X)
- 1973 : Vrede voor iedereen / Ga met me mee (Decca 23.968 X)
- 1974 : Ik ben het meisje / Maar niet met mij Alexander (Decca 23.978 X)
- 1975 : Blijf toch bij mij / Zonder jou (International Bestseller Company 4C 006-96799)
- 1975 : Dance Dance Mama / Iedere nacht (Philips 6021 126)
- 1975 : Arrividerci Napoli / Ben je vergeten (dat ik van je hou) (Decibel Records DB.45.75.2)
- 1977 : Ciao Adieu Auf Wiedersehen / Herbstwind (Polydor 2040 167)
- 1977 : Ciao Adieu Auf Wiedersehen / L'important c'est d'aimer (Monopole S. 600)
- 1978 : Norman / I Am Sorry (Pany Records PR 065)
- 1979 : I Know / Something Bad on My Mind (Panky Records 073)
- 1980 : The French Song / Say When (Panky Records 082)
- 1982 : De allereerste keer / Blijf toch bij mij (Palette 104.746)
- 1990 : Vakantie / Vakantie (instrumental) (Roses Records RR 9007)